# Берёзовка (приток Луженьги)
Берёзовка — река в России, протекает в Вологодской области, в Великоустюгском районе. Устье реки находится в 81 км по правому берегу реки Луженьга. Длина реки составляет 10 км.
Исток реки расположен в болотах западнее деревни Гора(Верхнешарденгское сельское поселение) и в 47 км к югу от Великого Устюга. Берёзовка течёт по лесу на север, крупнейший приток — Гаревка (правый). Населённых пунктов по берегам нет.

## Данные водного реестра
По данным государственного водного реестра России относится к Двинско-Печорскому бассейновому округу, водохозяйственный участок реки — Северная Двина от начала реки до впадения реки Вычегда, без рек Юг и Сухона (от истока до Кубенского гидроузла), речной подбассейн реки — Сухона. Речной бассейн реки — Северная Двина.
По данным геоинформационной системы водохозяйственного районирования территории РФ, подготовленной Федеральным агентством водных ресурсов:
- Код водного объекта в государственном водном реестре — 03020100312103000009869
- Код по гидрологической изученности (ГИ) — 103000986
- Код бассейна — 03.02.01.003
- Номер тома по ГИ — 03
- Выпуск по ГИ — 0